# Zebre Rugby Club 2019-2020

## Pro14 2019-20

### Stagione regolare
| Incontro                 | Risultato |
| ------------------------ | --------- |
| Edimburgo — Zebre        | 50-15     |
| Zebre — Dragons          | 28-52     |
| Scarlets — Zebre         | 54-10     |
| Zebre — Leinster         | 0-3       |
| Ulster — Zebre           | 22-7      |
| Zebre — Glasgow Warriors | 7-31      |
| Dragons — Zebre          | 12-39     |
| Zebre — Benetton         | 8-13      |
| Benetton — Zebre         | 36-25     |
| Zebre — Cheetahs         | 41-13     |
| Glasgow Warriors — Zebre | 56-24     |
| Zebre — Munster          | 0-28      |
| Zebre — Ospreys          | 0-0       |
| Cardiff Rugby — Zebre    | annullata |
| Zebre — Connacht         | annullata |
| Leinster — Zebre         | annullata |
| Zebre — Southern Kings   | annullata |
| Cheetahs — Zebre         | annullata |
| Ospreys — Zebre          | annullata |
| Zebre — Ulster           | annullata |
| Benetton — Zebre         | annullata |

### Derby aggiuntivi
| Incontro         | Risultato |
| ---------------- | --------- |
| Benetton — Zebre | 13-17     |
| Zebre — Benetton | 9-16      |

#### Risultati della stagione regolare -conferenceA
| Posizione | G  | V | N | P  | PF  | PS  | DP   | B | Pt |
| --------- | -- | - | - | -- | --- | --- | ---- | - | -- |
| 6ª        | 15 | 3 | 1 | 11 | 230 | 399 | -169 | 7 | 21 |

## European Rugby Challenge Cup 2019-20

### Girone 4
| Incontro               | Andata | Ritorno |
| ---------------------- | ------ | ------- |
| Bristol — Zebre        | 59-21  | 7-7     |
| Zebre — Stade français | 12-13  | 29-24   |
| Zebre — Brive          | 27-24  | 10-24   |

#### Risultati della fase a gironi
| Posizione | G | V | N | P | PF  | PS  | DP  | B | Pt |
| --------- | - | - | - | - | --- | --- | --- | - | -- |
| 3ª        | 6 | 2 | 1 | 3 | 106 | 151 | -45 | 3 | 13 |